# كتلة قلب القرار
كتلة قلب القرار هي كتلة نيابية في مجلس النواب اللبناني، تم تشكيلها في 11 مايو 2018 من قبل فريد هيكل الخازن ومصطفى الحسيني، عضوين منتخبين حديثًا من دائرة جبيل-كسروان الانتخابية.